# Cylance Cycling
Das Cylance Cycling ist ein  ehemaliges US-amerikanisches Radsportteam mit Sitz in San Sebastián.
Die Mannschaft wurde 2014 gegründet und nahm ab 2016 als Continental Team an den UCI Continental Circuits teil. Manager war Agustin Font, der von den Sportlichen Leitern Emile Abraham, Micah Cloteaux und Dominic Galenti unterstützt wurde. Nach der Saison 2017 wurde das Team aufgelöst.

## Platzierungen in UCI-Ranglisten
UCI America Tour
| Saison | Mannschaftswertung | Fahrerwertung           |
| ------ | ------------------ | ----------------------- |
| 2014   | 13.                | Efrén Ortega (69.)      |
| 2015   | 52.                | Efrén Ortega (369.)     |
| 2016   | 44.                | Camillo Zambrano (312.) |
| 2017   | 35.                | Scott Law (166.)        |